# Eumolpus
Eumolpus là một chi bọ cánh cứng trong họ Chrysomelidae.
Chi này được miêu tả khoa học năm 1801 bởi Weber.

## Các loài
Chi này gồm các loài:
- Eumolpus asclepiadeus Pallas, 1776
- Eumolpus robustus Horn, 1885